# Александър Цанков
Александър Цалов Цанко̀в е професор в Софийския университет, академик, български икономист, юрист и политик, водач на партия Демократически сговор, а по-късно на Народно социално движение.
Министър-председател на България в 41-вото (1923) и 42-рото (1923 – 1926) правителство. Председател на XXI (1926 – 1927) и XXII (1927 – 1930) обикновено народно събрание. Министър на народното просвещение (15 май 1930 – 29 юни 1931).
В сформираното след Деветоюнския преврат 1923 г. правителство, Цанков покровителства извънзаконни и престъпни действия, обяснявани пропагандно със защита на българската държава от метежи, атентати, въоръжени чети и подривна дейност на комунисти и земеделци. Управлението му организира отвличания, изтезания и многобройни убийства, което създава на Цанков прозвището „кръволок“ и „кървав професор“. Тези определения са активно използвани от БКП. Мнозина чуждестранни наблюдатели по това време определят властта на Цанков като „най-ужасното и безскрупулно правителство в Европа“.

## Биография
Александър Цанков е роден на 29 юни 1879 г. в Оряхово в семейството на богат търговец. Негови братя са Петър Цанков, търговец, Асен Цанков, виден деец на Българската работническа социалдемократическа партия (широки социалисти), и режисьорът Хрисан Цанков, положил според мнозина основите на модерния театър в България.
Александър Цанков завършва гимназия в Русе, следва право в Софийския университет „Св. Климент Охридски“ (1901 – 1904 г.) и икономика в Мюнхен, Бреслау (Вроцлав) и Берлин (1904 – 1907 г.). През този период той членува в Българската работническа социалдемократическа партия, но през 1907 г. я напуска. След завръщането си в България е чиновник в Българската народна банка и в Министерството на търговията и земеделието. От 1911 до 1923 г. преподава икономика в Софийския университет, а от 1920 г. е преподавател в Свободния университет за политически и стопански науки
Макар че е възпитан в принципите на класическата германска либерална политическа икономия и в академичните си публикации се придържа към тях, с времето Цанков все повече се ориентира към етатизма. Работил по време на Първата световна война в Дирекцията за стопански грижи и обществена предвидливост, през 1919 година той признава някои проблеми в работата на тази институция, но като цяло одобрява засилената държавна намеса в икономиката, определя привържениците на възстановяването на довоенната свобода на пазара като „идеолози на отживелите вече времето си стопански системи“ и дори предрича възраждане на меркантилизма. Цанков се обявява за създаване на „върховен стопански комитет“, който да изготвя стопански планове, и за национализация на определени икономически сфери. Той заявява, че „социализмът трябва да стане по необходимост малко буржоазен, а буржоазията, малко социалистическа“.

## В Демократическия сговор
През 1921 г. Александър Цанков е сред основателите на Народния сговор. Той участва в подготовката на Деветоюнския преврат през 1923 г. и след него оглавява коалиционното правителство и Демократическия сговор. Съставеното от Цанков правителство е коалиционно с ясно изградени цели за успокояване на напрегнатата политическа обстановка. В него влизат представители от целия политически спектър – от либерали до широки социалисти. Задачата на новото правителство е да управлява до към месец август на същата 1923 година, за когато първоначално са насрочени избори за ново ОНС, които наистина са проведени през октомври. При неговото управление избухват Юнското и вдъхновеното от Комунистическия интернационал Септемврийско въстание от 1923 г. По време на Септемврийското въстание от страна на военни, полицейски и паравоенни части (т.нар. „шпицкоманди“) са извършени зверства срещу пленени въстаници и мирно население от въстаналите райони. В потушаването на въстанието в Пиринска Македония участват и дейци на Вътрешната македонска революционна организация.
В опита си да се справи с „болшевистко-комунистическата опасност“, през януари 1924 г. правителството прокарва Закон за защита на държавата, с който се обявяват за незаконни всички организации, които си поставят за цел насилствено вземане на властта. През април същата година с решение на Върховния касационен съд са разтурени БКП и свързаните с нея Партия на труда, Общ работнически синдикален съюз и Български комунистически младежки съюз.
През 1925 г. от крайно настроени дейци на БКП първо е убит на 14 април 1925 г. героят от войните и народен представител от Демократическия сговор ген. Константин Георгиев, а след това е извършен атентат в църквата Света Неделя – загиват 134 души, а около 500 са ранени – сред тях е и Александър Цанков.
Тези терористични събития от непознат тогава за света мащаб са последвани от репресивни мерки от страна на правителството, включващи масови убийства без съд и присъда на комунисти и други политически опоненти. По време на априлските събития през 1925 г. след атентата в църквата „Св. Неделя“ правителството погазва гражданските свободи и започва репресии срещу политическите си опоненти и някои от противопоставящите му се интелектуалци. От агенти на властта са извършени многобройни среднощни отвличания, изтезания и убийства, някои от които направо на улицата. Повечето от тези деяния не са признати от правителството, то ги приписва на така наречените „неотговорни фактори“. Всъщност, „неотговорните фактори“ представляват екзекуторски групи запасни офицери, полицаи и дейци на ВМРО, от които най-известна е тази на кап. Кочо Стоянов и капитан Цвятко Николов - Черния капитан. Групите действат по пряката заповед на генерал Иван Вълков. Ползват се с подкрепата на правителството – използват за убийствата сградите на Обществена безопасност, военни поделения, полицейски участъци, за хайките ползват инвентар на държавно финансиране. За погребването на труповете в Илиянския форт се използват редови военнослужещи.
Сред жертвите на „белия терор“ са и дейците на изкуството Гео Милев, Сергей Румянцев, Христо Ясенов, Йосиф Хербст.
Репресивните действия на правителството на Цанков водят до активизирането в редица части на страната на „червения терор“ – паравоенни чети от анархисти, комунисти и леви земеделци. Сред по-известните им ръководители са Митьо Ганев, Васил Попов-Героя и Тинко Симов. Антиправителствените чети извършват нападения срещу служители на властта. Извършен е и опит за покушение срещу цар Борис III в прохода Арабаконак. Според едни историци, действията на четите са въоръжена съпротива срещу правителството, а според други са сходни с разбойничество. Година-две след създаването си, четите са разбити или разпуснати.

В своя реч след априлските събития от 1925 той заявява: 
| „ | „Аз отговарям само на въпроса: запазихме ли държавата? Да! Аз съжалявам за жертвите, които се дадоха, но нас не ни смущава никоя сянка. Ние сме чисти в своята съвест. Нас и историята ще оправдае.“ | “ |

Във външнополитически план, правителството на Цанков е в практическа изолация. Съседните балкански държави и покровителстващите ги Велики сили се опасяват, че то ще се стреми към реваншистка политика. Югославската армия се съсредоточава на границата с България, Югославия дава убежище на бягащите от репресиите комунисти и земеделци. Цанков признава сключената от Стамболийски Нишка спогодба в опит да намали напрежението, но Белград продължава да дава подкрепа за нелегалната българска опозиция.
Лондонски и парижки банки отказват да дадат заем за стабилизиране на изтощената от войната България.
Близки връзки Цанков демонстрира единствено с режима на Мусолини в Италия. Мусолини лично обещава да сътрудничи при облекчаването на репарационните плащания по Ньойския договор.
Цанков има съществен принос за успешното ликвидиране на гръцката агресия над България през есента на 1925 г. По време на т. нар. Петрички инцидент, войските на ръководената от диктатора Теодорос Пангалос Гърция нахлуват в Петрички окръг и окупират десет села. Съпротива е решено да оказват четите на ВМРО и местни доброволци-милиционери. Редовната българска войска не се намесва по нареждане на военния министър генерал Иван Вълков, а само изчаква на позиции северно от град Петрич. Цанков и Вълков се обръщат към Обществото на народите, което предупреждава и двете страни да прекратят бойните действия и изпраща военните аташета на Франция, Великобритания и Италия да следят гръцкото изтегляне. Гърция е осъдена в Обществото на народите да изплати на България обезщетение от 30 милиона лева.

## Оставка и създаване на НСД
Разпадът на коалицията, водена от Цанков, започва още след Септемврийското въстание – тогава я напускат привържениците на Малинов и БРСДП (ш.с.). През есента на 1925 година недоволството от силното напрежение в страната нараства и срещу Александър Цанков се обявяват както вътрешнопартийната опозиция, водена от Андрей Ляпчев и Атанас Буров, така и други влиятелни кръгове, поддържащи правителството – цар Борис III, ВМРО, групата на военните около генерал Иван Вълков. Опирайки се на членове на кабинета като Иван Русев и Христо Калфов, Цанков се опитва да предотврати промяна на правителството, но не получава подкрепата на армията.
На 4 януари 1926 г. Александър Цанков е принуден да подаде оставка от премиерския пост под натиска на умереното крило в Демократическия сговор. Той е председател на парламента до 1930 г., а до края на управлението на Демократическия сговор – министър на просветата. През 1932 г. се отделя от Демократическия сговор и основава Народно социално движение, което е забранено, заедно с останалите политически партии, през 1934 г.
Народното социално движение възприема организационната структура и идеи на италианските фашисти, но след идването на Адолф Хитлер на власт в Германия (януари 1933 г.) се преориентира към германския националсоциализъм. Ратува за силна „надпартийна власт“, за решаващата роля на „водача“, за активната намеса на държавата в стопанския и социалния живот, за намаляване ролята на парламента в държавното управление и др.
Историкът Николай Поппетров сочи, че НСД симпатизира на италианския фашизъм и националсоциализма, въпреки декларираната нужда за създаване на „наше собствено чисто българско движение“.
Цанков обаче се обявява категорично против „расовата теория“. През 1937 г. е един от 60-те видни български политици, творци и общественици, които се обявяват против тази теория и в защита на евреите („Българската общественост за расизма и антисемитизма“). Активно участва в спасяването на българските евреи, като се присъединява към Димитър Пешев и подписва заедно с него и още 41 депутати от проправителственото мнозинство петицията парламентарен протест, която внасят в Народното събрание, за да осуетят депортацията. По-късно и под силен натиск някои се отказват от подписите си, но не и Цанков. В парламента той най-активно протестира в защита на Димитър Пешев, когато след петицията той е снет като подпредседател на НС.

## Емиграция
След съставянето на правителството на Константин Муравиев на 2 септември 1944 г. Ал. Цанков емигрира със семейството си. Той се установява във Виена, където на 16 септември формира антикомунистическото Българско национално правителство в изгнание, подкрепяно от Нацистка Германия. Първоначалното му седалище е в хотел „Империал“ във Виена, а след февруари 1945 – в селцето Алтаусзе, Щирия в Австрийските Алпи.
За покровителстване на формирования, извършващи гонения и убийства на привърженици на обявената извън закона БКП, на 1 февруари 1945 Цанков е осъден задочно на смърт, 5 милиона лева глоба и конфискация на цялото имущество от т.нар. Народен съд. Цанков не бива обвинен за „Предателство и шпионство“ по чл. 109 и 110 от Наказателния закон, действащ с изменения и допълнения още от 1896 г., за което наистина може да му се търси отговорност, след като минава на страната на Германия, на която правителството на Муравиев обявява война ден преди да бъде свалено при Деветосептемврийския преврат. Съден, както и Димитър Пешев и още 20 от подписалите петицията за спасяване на евреите депутати, за покровителства на престъпления, включително „гонения срещу евреите“.
При разгрома на Германия Александър Цанков се предава на американската армия и е изпратен в лагер за чужденци. Американската администрация провежда разследване за дейността му през войната и го освобождава, отказвайки да го предаде на българските власти.
През 1948 г. Александър Цанков заминава за Буенос Айрес, Аржентина, където остава до края на живота си. В изгнание живее скромно, поддържан от децата си и пише две мемоарни книги – „България в бурно време“ и „Моето време“, които след 1990 г. са издадени в България. Цанков е привърженик на консолидирането на политическата емиграция около Симеон Сакскобургготски и през 1955 година се среща в тази връзка с Йоанна Българска в Мадрид. Умира на 27 юли 1959 г. в Буенос Айрес.
Присъдата му от Народния съд е отменена с Решение № 243 на Върховния съд на РБ, а отнетото му на 16 ноември 1944 научно звание „академик“ е възстановено посмъртно на 16 октомври 1991 г.

## Семейство
Александър Цанков е женен за Мария Урумова Цанкова, имат две дъщери: Милка и Славка Цанкови.
Най-големият брат на Александър Цанков, Петър, е търговец. Има една дъщеря и трима синове, от които Цанко Цанков е водещ диригент от времето между двете войни и ректор на Националната музикална академия, а Асен Цанков е четирикратен шампион на България по тенис и един от първите български олимпийци, участвали на зимни олимпийски игри, впоследствие и музикален деец. Син на Асен Цанков е музикантът от „Щурците“ Петър Цанков.